# Паревичи
Паревичи — деревня в Дедовичском районе Псковской области России. Входит в состав Вязьевской волости.

## География
Деревня находится в восточной части Псковской области, в зоне хвойно-широколиственных лесов, на левом берегу ручья Паревичский, вблизи места его впадение в реку Болотинка, на расстоянии примерно 25 километров (по прямой) к востоку-юго-востоку (ESE) от посёлка городского типа Дедовичи, административного центра района. Абсолютная высота — 77 метров над уровнем моря.

### Климат
Климат характеризуется как переходный от морского к умеренно континентальному, со снежной мягкой зимой и прохладным летом. Средняя многолетняя температура самого холодного месяца (января) составляет −7,5°С, температура самого тёплого (июля) — +17,4°С. Среднегодовое количество осадков — 603 мм.

### Часовой пояс
Деревня Паревичи, как и вся Псковская область, находится в часовой зоне МСК (московское время). Смещение применяемого времени относительно UTC составляет +3:00.

## История
До 2010 года населённый пункт входил в состав Чернецовской волости, с 2010 по 2015 годы — в состав ныне упразднённой Сосонской волости.

## Население
| 2001 | 2002 | 2010 |
| ---- | ---- | ---- |
| 19   | ↘9   | ↘5   |

Согласно результатам переписи 2002 года, в национальной структуре населения русские составляли 89 %.